# François Vaillant de Gueslis
François Vaillant de Gueslis, francoski jezuit, misijonar in veleposlanik, * 20. julij 1646, Orleans, † 24. september 1718, Moulins.
Najbolj je znan po svojem misijonarskem delu v Severni Ameriki; poskušal je spreobrniti Mohavke in Irokeze.